# (2953) Vysheslavia
(2953) Vysheslavia (1979 SV11; 1951 YG1; 1969 RU1; 1975 XR5; 1978 PQ; 2003 YK156) ist ein ungefähr 13 Kilometer großer Asteroid des äußeren Hauptgürtels, der am 24. September 1979 vom russischen (damals: Sowjetunion) Astronomen Nikolai Stepanowitsch Tschernych am Krim-Observatorium (Zweigstelle Nautschnyj) auf der Halbinsel Krim (IAU-Code 095) entdeckt wurde. Er gehört zur Koronis-Familie, einer Gruppe von Asteroiden, die nach (158) Koronis benannt ist.

## Benennung
(2953) Vysheslavia wurde nach dem sowjetisch-ukrainischen Schriftsteller und Literaturkritiker Leonid Wyscheslawskyj (1914–2002) benannt.